# Passivsammler

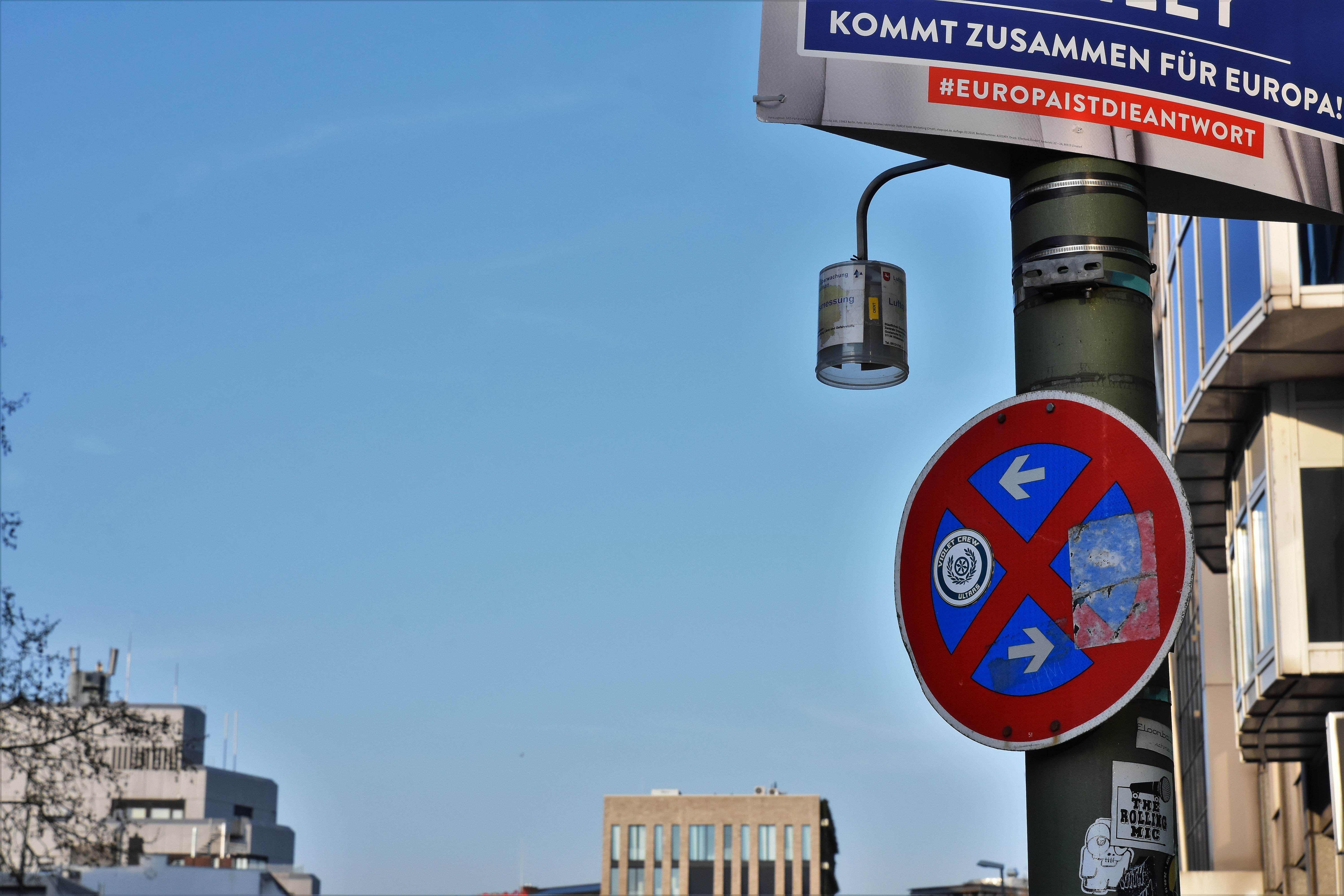
Passivsammler für Stickstoffdioxid in Osnabrück

Ein Passivsammler oder Passiver Sammler ist eine Messeinrichtung, die ohne Energiezufuhr die zu messende Komponente sammelt. Passivsammler werden sowohl zur Überwachung von Innenraum- und Außenluft als auch zur Ermittlung der Wasserqualität eingesetzt.

## Funktionsweise
Passivsammler sind in der Regel als teilweise abgeschlossene Zylinder oder Röhren ausgeführt. Die zu messende Komponente gelangt durch Sedimentation, Diffusion oder Permeation zu einer als Senke wirkenden Trägersubstanz, die als Absorbens oder Adsorbens wirken kann. Bei gasförmigen Substanzen spielt die Sedimentation keine Rolle. Häufig wird die Messkomponente chemisch gebunden, sodass der Konzentrationsunterschied zwischen Umgebung und Trägersubstanz als Triebkraft während der Messung gleich bleibt.
Passivsammler haben den Vorteil, dass sie netzunabhängig sind und somit auch an abgelegenen Orten oder an Standorten eingesetzt werden können, wo für Messcontainer nicht ausreichend Platz ist, wie z. B. in engen Straßenschluchten.

### Passivsammler für Gase
Die Probenahmedauern von Passivsammlern für Gase bewegen sich im Wochenbereich. Die Sammler können − in Abhängigkeit von der zu messenden Komponente – vor und nach der Probenahme über einen durchaus mehrere Monate andauernden Zeitraum gelagert werden. Dabei ist auf die Lagertemperatur zu achten.
Zu den mit Passivsammlern messbaren Luftschadstoffen zählen
- Staub
- Radon
- Formaldehyd
- Stickstoffdioxid
- Ozon
- Schwefeldioxid und
- Benzol-Toluol-Xylol.

Messunsicherheiten bei der Messung mit Passivsammlern können durch zahlreiche Faktoren bedingt sein. Dazu zählen insbesondere wechselnde Windgeschwindigkeiten während der Probenahme, aber auch Schwierigkeiten bei der Laboranalyse. Auch besteht beispielsweise bei Passivsammlern für Schwefeldioxid die Gefahr, dass ein instabiler Komplex gebildet wird.

### Passivsammler für Flüssigkeiten
Die Beprobung von Wasser erfolgte früher häufig in Stichproben, meist als Schöpfprobe. Damit wurden Schwankungen der Gewässerqualität nur unzureichend erfasst.
Passivsammler liefern hingegen eine Durchschnittskonzentrationüber eine längere Zeitspanne. Bei unpolaren Stoffen, die in tiefen Konzentrationen vorliegen, kann es bei einem Einsatz von Wasserproben schnell sein, dass die Sammlung und Aufarbeitung hoher Volumina unabdingbar ist, um eine ausreichende Nachweisstärke und Distanz zum Blindwert zu erreichen. Passivsammler können andererseits pro Tag das Äquivalent von mehreren Litern Wasser sammeln, womit eine Exposition über eine längere Zeitspanne zu einer erhöhten Nachweisstärke und zu einem signifikanten Abstand zum Blindwert führt.
Zu den mit Passivsammlern messbaren Schadstoffen im Wasser zählen
- Metalle
- anorganische Anionen
- polare sowie unpolare organische Verbindungen
- Industriechemikalien.[6]

## Anwendungsbeispiele
Bei der passiven Sammlung von Staubniederschlag in einem windberuhigten Zylinder sedimentieren Partikel auf einer transparenten Akzeptorfläche. Die Akzeptorfläche wird anschließend lichtmikroskopisch ausgewertet. Partikel mit einem aerodynamischen Durchmesser von 2,5 µm werden nahezu vollständig erfasst.
Zur Ermittlung der Belastung der Außenluft mit Stickstoffdioxid wird dieses mit Triethanolamin zur Reaktion gebracht. Dazu diffundiert Stickstoffdioxid durch die Diffusionsstrecke des Passivsammlers und gelangt an metallische Netze oder Zellulosefaserfilter, die als Träger für das Triethanolamin dienen. Das bei der Reaktion entstehende Nitrit wird nach Ende der Sammelphase extrahiert und anschließend mittels Kolorimetrie und Ionenchromatographie analysiert.